# Sicydium adelum
Sicydium adelum är en fiskart som beskrevs av Bussing, 1996. Sicydium adelum ingår i släktet Sicydium och familjen smörbultsfiskar. Inga underarter finns listade i Catalogue of Life.